# Ipsarion
Ipsarion albo Psario (gr. Υψάριον, Ψαριό) – najwyższy szczyt wyspy Thasos, 1204 m n.p.m. Jego nazwa pochodzi od strumienia wypływającego z jego zboczy.